# Gao Chang
Gao Chang (República Popular China, 29 de enero de 1987) es una nadadora china especializada en pruebas de estilo espalda corta distancia, donde consiguió ser medallista de bronce mundial en 2009 en los 50 metros.

## Carrera deportiva
En el Campeonato Mundial de Natación de 2009 celebrado en Roma ganó la medalla de bronce en los 50 metros estilo espalda, con un tiempo de 27.28 segundos, tras su paisana china Zhao Jing que batió el récord del mundo con 27.06 segundos, y la alemana Daniela Samulski (plata con 27.23 segundos).